# Медея (Сенека)
«Меде́я» — трагедия Сенеки, написанная в 62 году н. э. Основана на одноименной трагедии Еврипида, а также на не дошедшей до наших дней «Медее» Овидия.

## Сюжет
После убийства Пелия, Ясон с супругой и детьми пребывает в изгнании в Коринфе. Когда царь Креонт избирает Ясона в зятья, Медея от мужа получает развод и от царя приказ вновь отправиться в изгнание. Вымолив себе отсрочкою единый день, посылает она Креусе, нареченной Ясона, убор и ожерелье, напитанные колдовскими снадобьями: лишь надела их невеста, как пламенем вспыхнули дары, и, вместе с подоспевшим на помощь родителем, злосчастная сгорела. Затем Медея сыновей, рожденных от Ясона, на глазах у отца умерщвляет и по небу улетает .
- Трагедия содержит отрывок, в котором Сенека, как считалось в эпоху Возрождения, предрек открытие Нового Света[3]:

Пролетят века, и наступит срок,
Когда мира предел разомкнет Океан,
Широко простор распахнется земной
И Тефия нам явит новый свет,

И не Фула тогда будет краем земли.

## Отражение в культуре
- В 1967 году композитор Янис Ксенакис написал к театральной постановке «Медеи» музыку[5], которая впоследствии неоднократно исполнялась в концертных программах. Одна из записей этого произведения была сделана в 1995 году под управлением Марио Руффини.